# Phân họ Đơn nem
Họ Đơn nem (danh pháp khoa học: Maesaceae, Anderberg, B. Ståhl & Kallersjö, 2000) là một họ được Anderberg, B. Ståhl & Kallersjö đặt ra năm 2000 sau nghiên cứu di truyền ở cấp độ phân tử của họ. Họ này chỉ chứa 1 chi với danh pháp Maesa và khoảng 150 loài dây leo hoặc cây gỗ thường xanh, phân bố trong khu vực nhiệt đới Cựu thế giới (như Đông Nam Á và châu Phi), kéo dài tới Nhật Bản và Australia. Tên gọi phổ biến của các loài có mặt tại Việt Nam là đơn nem. Tuy nhiên, trong hệ thống APG III năm 2009 thì họ này đã bị hạ cấp xuống thành phân họ Đơn nem (Maesoideae) trong họ Primulaceae nghĩa rộng.

## Hình ảnh

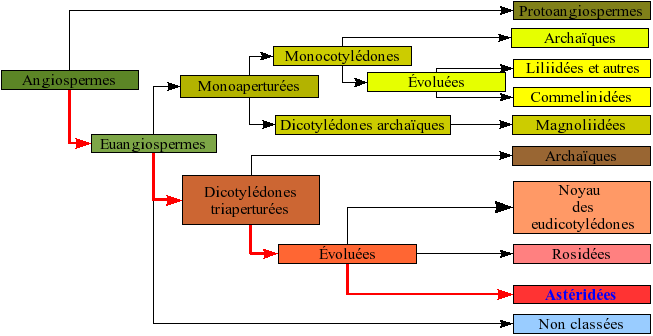